# Cultura de la ceràmica de la pinta
La cultura de la ceràmica de la pinta és el nom que rep una societat caçadora recol·lectora que va viure entre el 4200 i el 2000 aC a la zona de l'actual Rússia europea, Escandinàvia i els seus voltants. Aquesta cultura rep el nom de les incisions que feien sobre la terrissa amb una pinta, a manera de decoració, i que reflecteixen una influència siberiana. Les seves gents vivien en tendes itinerants comunals (amb espai per a unes quinze persones) que plantaven a la costa seguint el rumb de les espècies marines que caçaven i que constituïen la base de la seva alimentació, especialment la foca. Les armes estaven fetes de pedra i els materials diversos proven intercanvis amb altres pobles. Com altres cultures coetànies, enterraven els morts pintats amb ocre vermell, pols sagrada que facilitava el pas a l'altre món. A les tombes i jaciments s'han trobat figuretes que representen cap d'animals, entre ells l'os. La cultura de la ceràmica cordada va imposar-se a bona part del domini original d'aquest poble.